# کاترینا میبرگ
کاترینا میبرگ (انگلیسی: Katharina Mayberg؛ ۳۱ مارس ۱۹۲۵ – ۲۱ فوریه ۲۰۰۷) هنرپیشه اهل آلمان بود.
از فیلم‌ها یا برنامه‌های تلویزیونی که وی در آنها نقش داشته‌است می‌توان به عروسی فیگارو اشاره کرد.